# Guma Mousa
Pour les articles homonymes, voir Mousa.
Guma Mousa Q'tait (né le 1er janvier 1978) est un footballeur libyen.
Il évolue habituellement comme gardien de but.

## Carrière
Guma Mousa joue successivement dans les équipes suivantes : Al-Ahly SC et Al Shamal.
Il débute en 2011 en équipe de Libye avec laquelle il participe à la Coupe d'Afrique des nations 2012.